# 911

## Události
- Rollo získal od Karla Prosťáčka lénem Normandii

## Úmrtí
- 26. dubna – Guifredo II. Borell Barcelonský, hrabě barcelonský (* 874)
- Sergius III., papež
- Ludvík IV. Dítě, poslední král východofranské říše z rodu Karlovců

## Hlavy států
- České knížectví – Spytihněv I.
- Papež – Sergius III. – Anastasius III.
- Anglické království – Eduard I. Starší
  - Mercie – Æthelred » Æthelflæda
- Skotské království – Konstantin II. Skotský
- Východofranská říše – Ludvík IV. Dítě – Konrád I. Mladší
- Západofranská říše – Karel III.
- Uherské království – Zoltán
- První bulharská říše – Symeon I.
- Byzanc – Leon VI. Moudrý